# Gare de Juan-les-Pins
Gare de Juan-les-Pins vasútállomás Franciaországban, Antibes településen.

## Vasútvonalak
Az állomást az alábbi vasútvonalak érintik:
- Marseille–Ventimiglia-vasútvonal

## Kapcsolódó állomások
A vasútállomáshoz az alábbi állomások vannak a legközelebb:
- Gare d’Antibes
- Gare de Golfe-Juan-Vallauris